# Génesis Rodríguez
Génesis Rodríguez Pérez (Miami, 29 juli 1987) is een Amerikaans actrice. Ze is vooral bekend door haar rollen in de Telemundo televisieseries Prisionera, Dame Chocolate en Doña Bárbara. Daarnaast had ze een kleine rol in Days of our Lives als Becky Ferrer, en in Entourage als Sarah. Ze is de dochter van de Venezolaanse zanger en acteur José Luis Rodríguez González.